# Clemensnäs HC
Clemensnäs HC är en ishockeyklubb från Ursviken strax utanför Skellefteå i Västerbottens län. Klubben bildades 1972 genom en sammanslagning av Clemensnäs IF och Rönnskärs IF och hette då Clemensnäs/Rönnskärs IF, vilket i vardagslag förkortades CRIF. Säsongen 2022/23 avancerade klubbens A-lag till Hockeyettan Norra.

## Historia
Ishockeyn i Skellefteå har sitt ursprung öster om staden, i Klemensnäs och i Skelleftehamn. Clemensnäs HC har sin bakgrund i de två idrottsföreningarna Rönnskärs IF och Clemensnäs IF. Båda bildades 1925 och båda föreningarna har spelat tre säsonger i högsta serien – Division I. Rönnskärs IF 1957/1958, 1959/1960 och 1965/1966. Clemensnäs 1963/1964, 1966/1967 och 1969/1970.
Föreningarna sponsrades av varsitt storföretag, nämligen Boliden AB/Rönnskärsverken för RIF och Scharins Söner för CIF. De flesta idrottarna jobbade på fabrikerna och bolagen hjälpte till med material och pengar när nya anläggningar skulle byggas.
Klubbarna gick samman 1972 under namnet CRIF och lyckades ta sig till Division I igen, men då var det inte längre landets högsta serie. Säsongen 2011/2012 fick man lämna Division 1 av ekonomiska skäl och har sedan dess spelat i Division 2/Hockeytvåan.

## Säsonger i Division 1 sedan 1980
| Säsong                                   | Division                | Placering               | Vårserie                  | Kval/Playoff                                           |
| Clemensnäs/Rönnskärs IF                  | Clemensnäs/Rönnskärs IF | Clemensnäs/Rönnskärs IF | Clemensnäs/Rönnskärs IF   | Clemensnäs/Rönnskärs IF                                |
| ---------------------------------------- | ----------------------- | ----------------------- | ------------------------- | ------------------------------------------------------ |
| 1979/1980                                | Division I Norra        | 9                       |                           | nerflyttade                                            |
| 1980/81 spelade CRIF i Division II       |                         |                         |                           |                                                        |
| CRIF/Kågedalens IF                       |                         |                         |                           |                                                        |
| 1981/1982                                | Division I Norra        | 7                       |                           |                                                        |
| Clemensnäs/Rönnskärs IF                  |                         |                         |                           |                                                        |
| 1982/1983                                | Division I Norra        | 10                      | 7:a i fortsättningsserien | 2:a i kvalserien till Division I                       |
| 1983/1984                                | Division I Norra        | 5                       | 3:a i fortsättningsserien |                                                        |
| 1984/1985                                | Division I Norra        | 2                       | 8:a i Allsvenskan         |                                                        |
| 1985/1986                                | Division I Norra        | 4                       | 2:a i fortsättningsserien | Utslagna av IK VIK Hockey i playoff                    |
| 1986/1987                                | Division I Norra        | 4                       | 7:a i fortsättningsserien |                                                        |
| 1987/1988                                | Division I Norra        | 8                       | 4:a i fortsättningsserien |                                                        |
| 1988/1989                                | Division I Norra        | 7                       | 7:a i fortsättningsserien | 1:a i kvalserien till Division I                       |
| 1989/1990                                | Division I Norra        | 10                      | 8                         | nerflyttade                                            |
| 1990–1993 spelade man i lägre divisioner |                         |                         |                           |                                                        |
| 1993/1994                                | Division I Norra        | 7                       | 3:a i fortsättningsserien |                                                        |
| 1994/1995                                | Division I Norra        | 10                      | 7:a i fortsättningsserien | 2:a i kvalserien till Division I                       |
| 1995/1996                                | Division I Norra        | 10                      | 8                         | nerflyttade                                            |
| 1996–1999 spelade man i lägre divisioner |                         |                         |                           |                                                        |
| Clemensnäs HC                            |                         |                         |                           |                                                        |
| 1999/2000                                | Division 1 Norra A      | 5                       |                           |                                                        |
| 2000/2001                                | Division 1 Norra A      | 1                       |                           | Utslagna av Härnösand i playoff                        |
| 2001/2002                                | Division 1 Norra A      | 2                       |                           | Utslagna av Örnsköldsvik i playoff                     |
| 2002/2003                                | Division 1 Norra A      | 3                       | 5:a i Allettan Norra      |                                                        |
| 2003/2004                                | Division 1 Norra A      | 4                       | 7:a i Allettan Norra      |                                                        |
| 2004/2005                                | Division 1 Norra        | 8                       |                           |                                                        |
| 2005/2006                                | Division 1A             | 4                       | 1:a i vårserien           |                                                        |
| 2006/2007                                | Division 1A             | 5                       | 3:a i vårserien           |                                                        |
| 2007/2008                                | Division 1A             | 4                       | 1:a i vårserien           | Playoff: Besegrar LN 91, utslagna av Östersund/Brunflo |
| 2008/2009                                | Division 1              | 6                       | 1:a i vårserien           | Utslagna av Hudiksvall i playoff.                      |
| 2009/2010                                | Division 1              | 8                       | 4:a i vårserien           | 1:a i kvalserien till Division 1                       |
| 2010/2011                                | Division 1              | 9                       | 2:a i fortsättningsserien |                                                        |
| 2011/2012                                | Division 1              | 8                       | 3:a i fortsättningsserien | nerflyttade av ekonomiska skäl                         |
| 2012–2023 spelade man i Hockeytvåan.     |                         |                         |                           |                                                        |
| 2023/2024                                | Hockeyettan Norra       | 8                       | 4:a i Vårettan            |                                                        |
| 2024/2025                                | Hockeyettan Norra       | 7                       | 5:a i Vårettan            |                                                        |